# Gabriel Menino
Gabriel Vinicius Menino (Morungaba, 29 september 2000) is een Braziliaans voetballer die bij voorkeur als middenvelder speelt. Hij speelt bij Palmeiras.

## Clubcarrière
In november 2019 werd Menino bij het eerste elftal gehaald van Palmeiras. Op 13 augustus 2020 maakte hij zijn competitiedebuut tegen Fluminense. Op 17 september 2020 scoorde de Braziliaan zijn eerste doelpunt voor de club in de Copa Libertadores tegen Club Bolívar.

## Erelijst
Palmeiras
- Campeonato Paulista: 2020
- Copa do Brasil: 2020
- CONMEBOL Libertadores: 2020

 Brazilië –23
- Olympische Zomerspelen: 2020

Individueel
- CONMEBOL Libertadores Team van het Toernooi: 2020
- IFFHS CONMEBOL Jeugdteam van het Jaar: 2020